# Phyllanthus casearioides
Phyllanthus casearioides är en emblikaväxtart som beskrevs av Spencer Le Marchant Moore. Phyllanthus casearioides ingår i släktet Phyllanthus och familjen emblikaväxter. Inga underarter finns listade i Catalogue of Life.